# Pustki (Darzlubie)
Pustki – nieoficjalna część wsi Darzlubie w Polsce położona w województwie pomorskim, w powiecie puckim, w gminie Puck.
W latach 1975–1998 miejscowość położona była w województwie gdańskim.